# جون باريش (لاعب كرة قاعدة)
جون باريش (بالإنجليزية: John Parrish)‏ هو لاعب كرة قاعدة أمريكي، ولد في 26 نوفمبر 1977 في لانكستر في الولايات المتحدة.

## وصلات خارجية
- جون باريش على موقع دوري كرة القاعدة الرئيسي (الإنجليزية)
- جون باريش على موقعبيزبول رفرنس.كوم (الدوري الرئيسي) (الإنجليزية)
- جون باريش على موقعبيزبول رفرنس.كوم (الدوري الثانوي) (الإنجليزية)
- جون باريش على موقع إي إس بي إن.كوم (أم.أل.بي) (الإنجليزية)
- جون باريش على موقع مشجعي الرسوم البيانية (الإنجليزية)